# Johann Jakob Odenweller
Johann Jakob Odenweller (auch Jean) (* im 19. Jahrhundert; † 16. Dezember 1921 in Bad Homburg) war ein deutscher Politiker (SPD).

## Leben
Odenweller lebte als Monteur in Kirdorf. Er war Mitglied der SPD und wurde 1920 Kreisvorsitzender seiner Partei. Im Rahmen der Novemberrevolution wurde er 1918 Vorsitzender des Bad Homburger Arbeiter- und Soldatenrates. Nach den preußischen Kommunalwahlen 1919 wurde er Mitglied des Kreistages des Obertaunuskreises und Stadtverordneter in Bad Homburg. 
1921 wurde er für den Wahlkreis Obertaunuskreis Abgeordneter im Nassauischen Kommunallandtag und des Provinziallandtags der Provinz Hessen-Nassau. Im Kommunallandtag war er Mitglied des Bauausschusses. Nach seinem Tod rückte Georg Mertz in Kommunal- und Provinziallandtag nach.